# Capucin hollandais
Le capucin hollandais (Columba cucullata ; Columba livia), dit aussi de « type ancien », est une race de pigeon domestique qui doit son nom aux moines capucins avec leur bure et leur capuche brunes. C'est une race fort ancienne dont les ancêtres ont été ramenés de Bombay par les marins hollandais au XVIe siècle. Les peintres Jan Steen et Melchior d'Hondecoeter en ont représenté dans leurs tableaux au XVIIe siècle. C'étaient les premières variétés, la rouge et la noire, issues de sélections rigoureuses. Ensuite il est apparu une variété bleue.
Le 18 janvier 1959, un « club des éleveurs de capucins » est formé aux Pays-Bas, puis en Allemagne de l'Ouest en 1966.

## Description
Ce pigeon se distingue par sa capuche derrière la tête. Il est de taille moyenne avec une tête ronde un peu allongée et un front large, les yeux gris perle avec un iris orangé, le bec moyen. Son plumage est blanc avec le dessus (manteau et ailes) qui peut être noir, brun foncé, rouge, fauve, bleu liseré noir, rouge cendré, fauve cendré, bleu cendré ; tigré noir, rouge et fauve ; ou bien il peut être entièrement blanc.
Le bout des ailes est blanc, ainsi que la queue.

## Illustrations

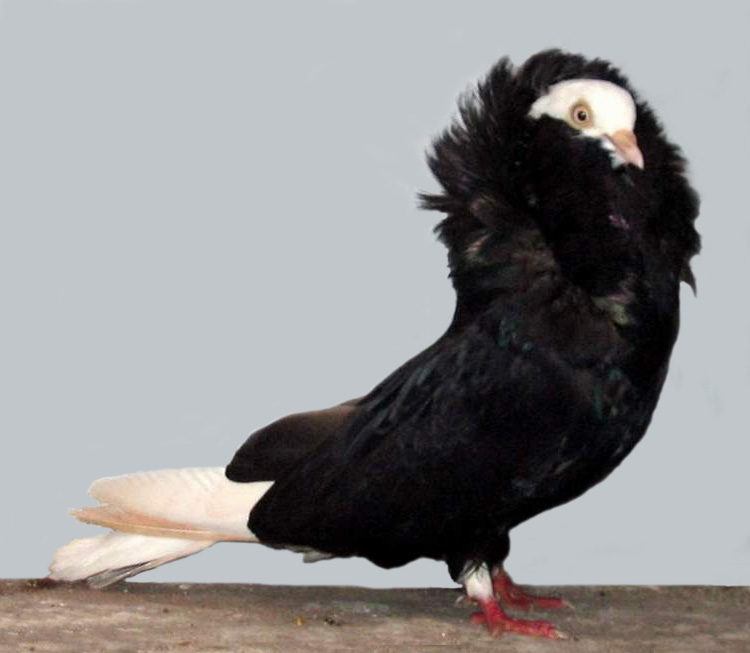
Capucin hollandais noir
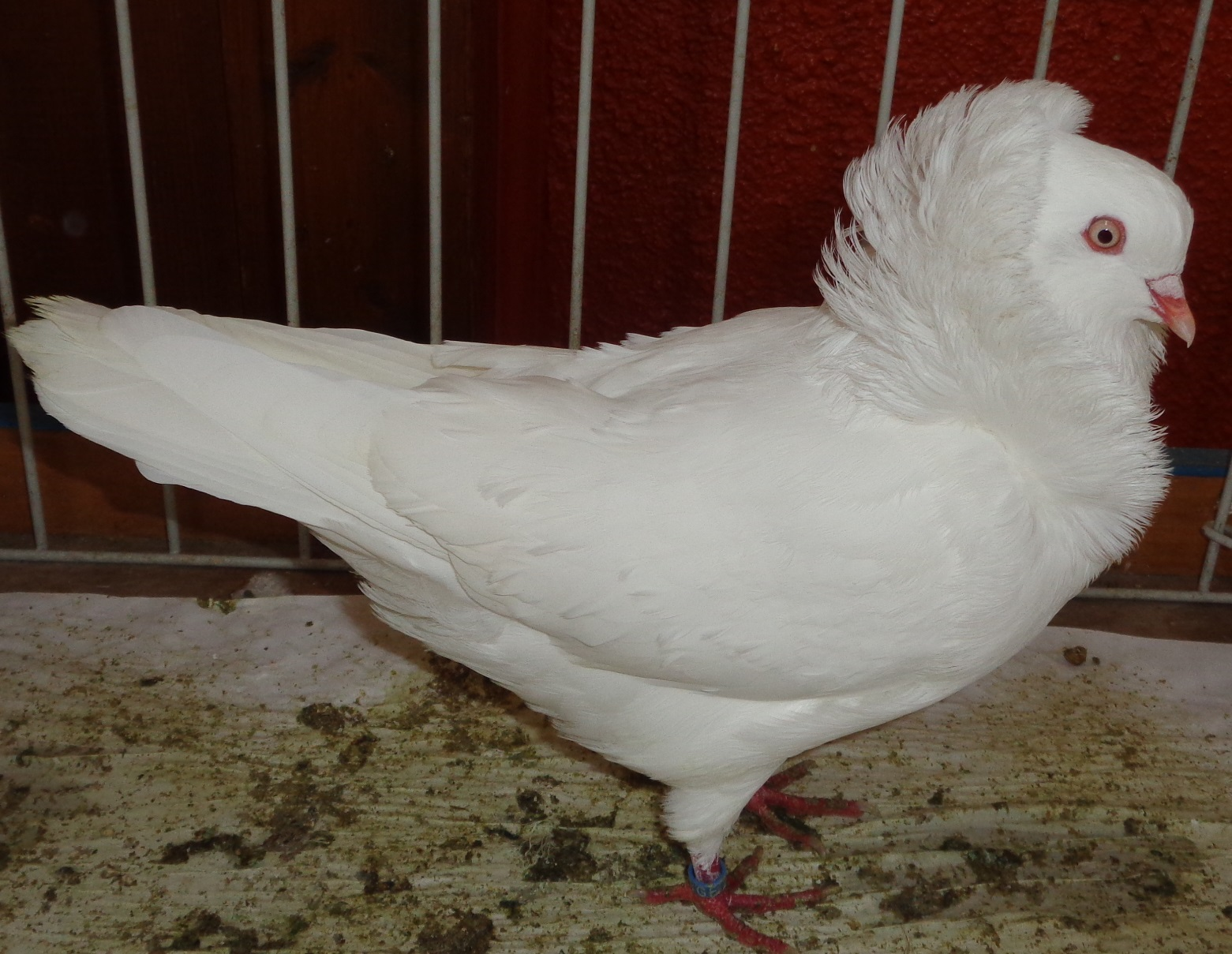
Capucin Hollandais blanc
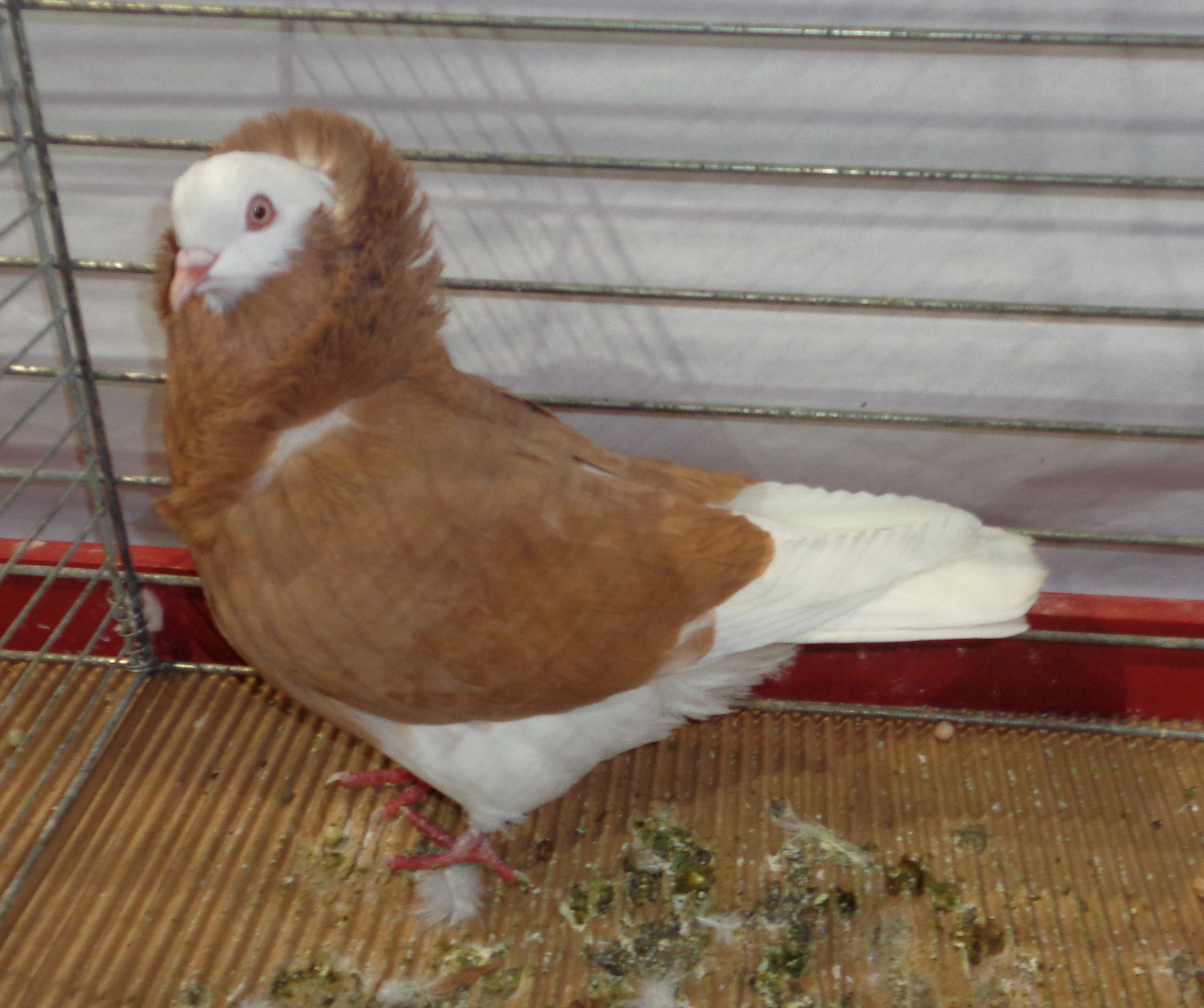
Capucin Hollandais jaune
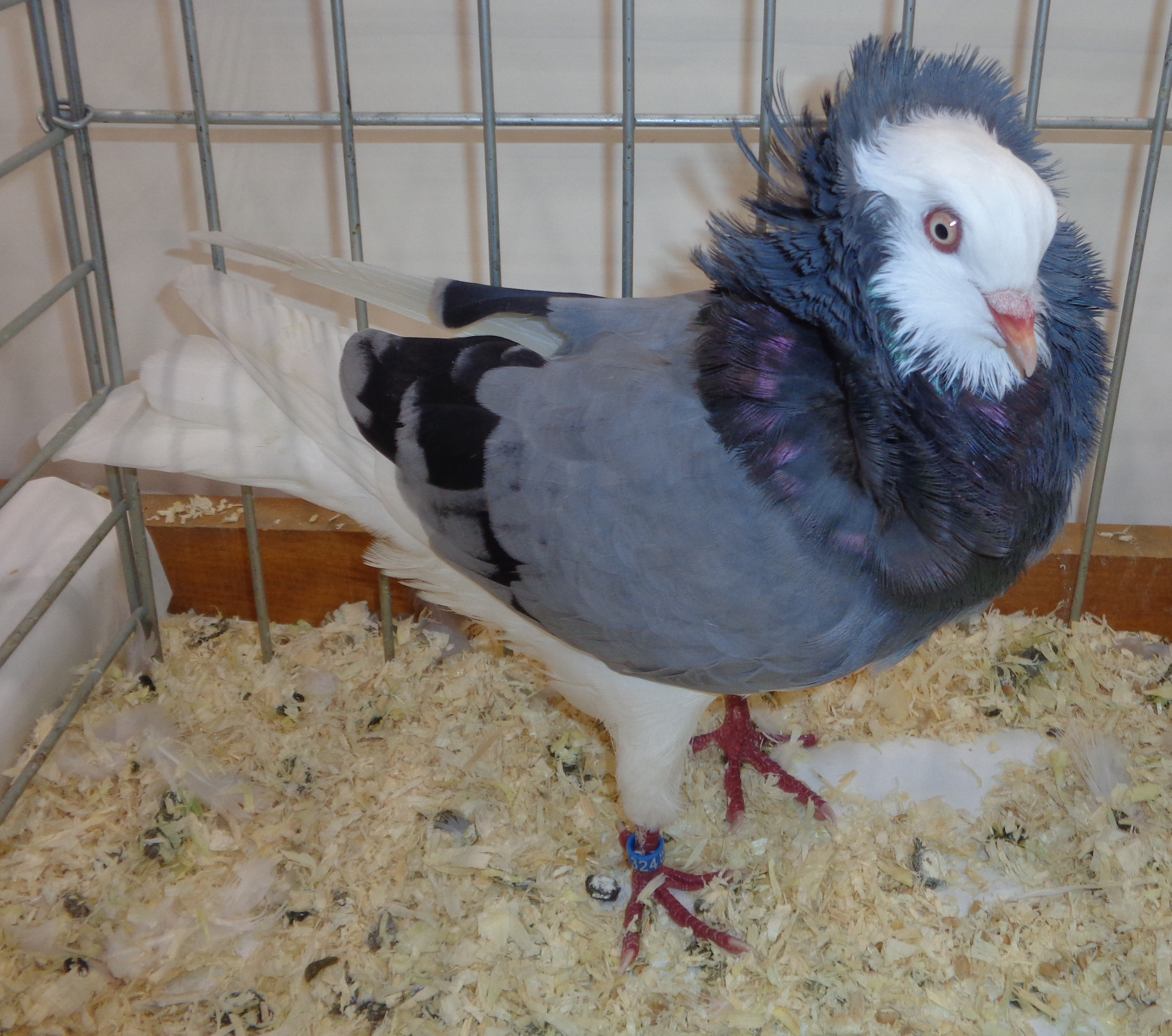
Capucin Hollandais bleu barré
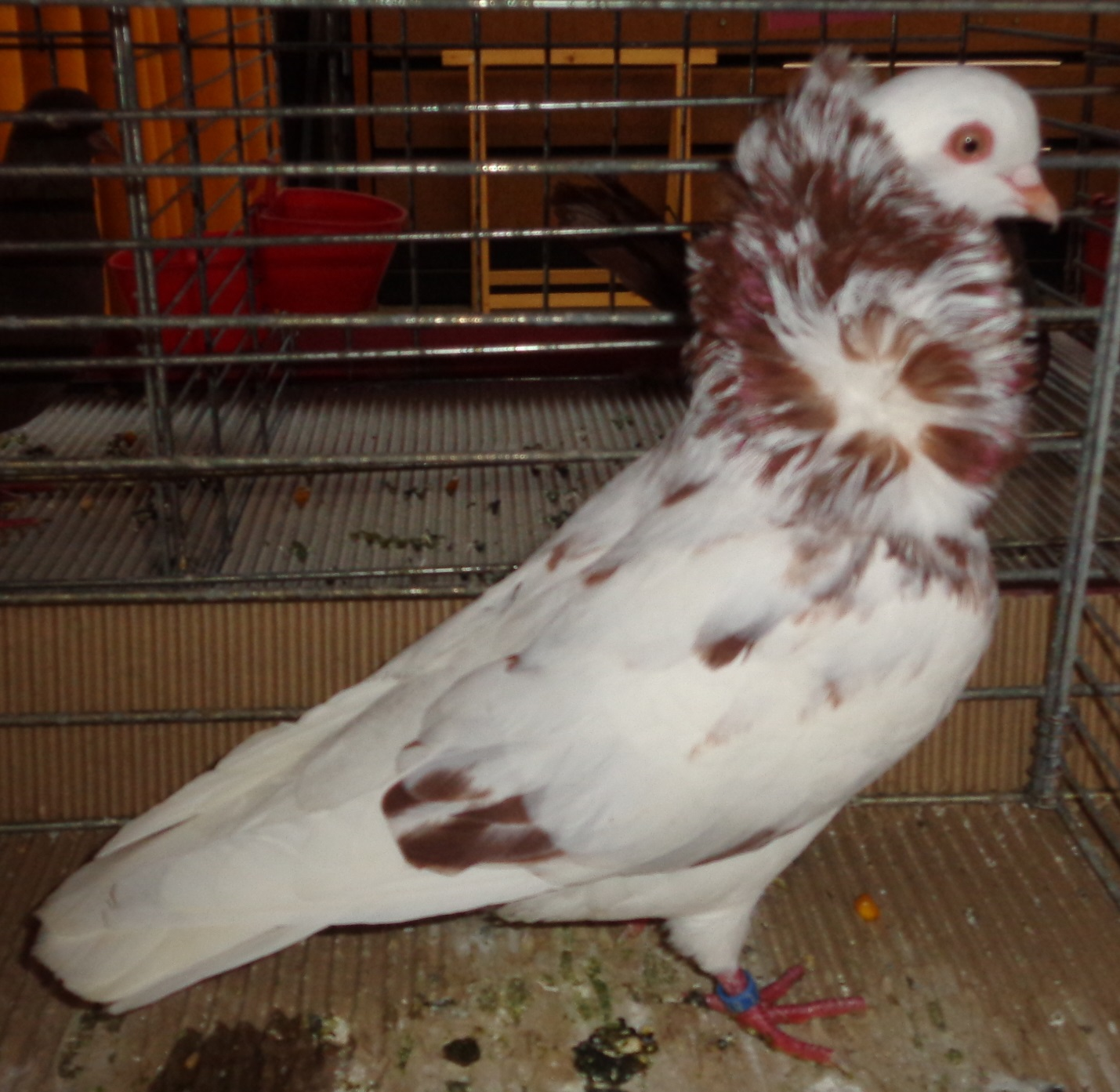
Capucin Hollandais papilloté rouge